# Eiphosoma nigrum
Eiphosoma nigrum là một loài tò vò trong họ Ichneumonidae.